# Eryk Årsäll

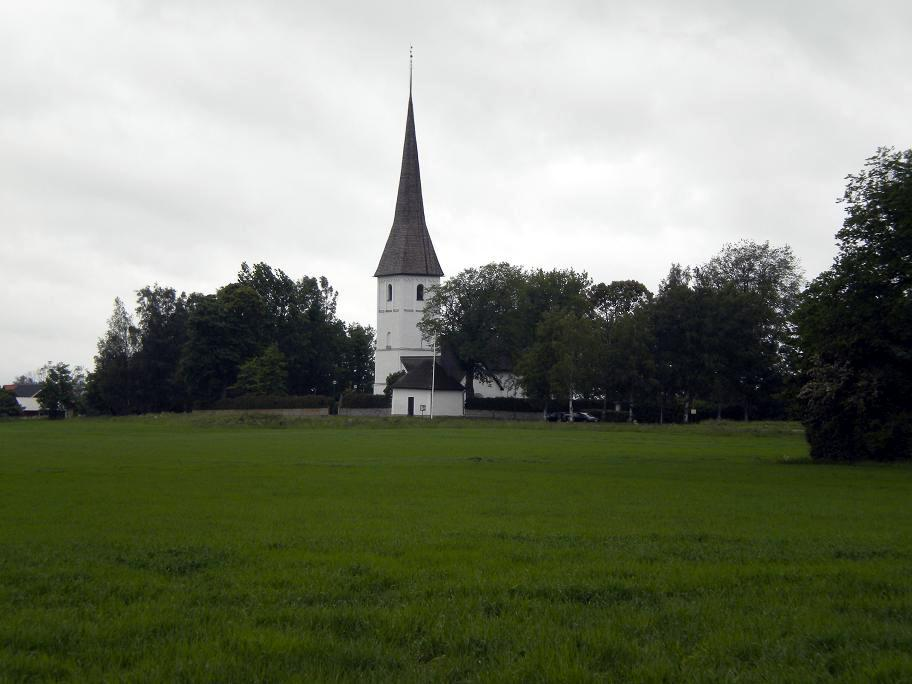
Według jednej z wersji legendy, Eryk miał być pochowany w pobliżu kościoła pod Linköping

Eryk Årsäll (staronord. Eiríkr hinn ársæli) – półlegendarny król Szwecji. Jego przydomek oznacza, że za jego panowania były dobre plony.

## Kwestia historyczności
Przez niektórych historyków jest umieszczany pod koniec XI wieku, po Svenie Blocie (być może był jego synem), przez innych w latach 20. XII wieku, generalnie za panowania Inge I Starszego, który najpewniej go pokonał. Część badaczy uważa go za legendarną postać z IX wieku. Sugeruje się, że mógł być związany ze świątynią w Uppsali jako pogański duchowny, jednak źródła duńskie ani norweskie nie udowadniają tego. W nieweryfikowalnych źródłach jest też wymieniany jako dziadek lub pradziadek króla Szwecji Swerkera I Starszego (byłby wówczas tożsamy z Kolem lub Kornubem; za tą tezą przemawia fakt, że jeden z synów Swerkera I miał na imię Kol). Heimskringla Snorriego Sturlusona podaje, że był obok Svena Blota jednym z królów, którzy odrzucili chrześcijaństwo i kontynuowali składanie niebu ofiar.

## W kulturze
W serii gier wideo Crusader Kings jednym z grywalnych władców jest Erik III 'the Heathen' af Munsö, przedstawiony jako książę Upplandu.